# Aldehid oksidaza
Aldehid oksidaza (EC 1.2.3.1, hinolinska oksidaza, retinalna oksidaza) je enzim sa sistematskim imenom aldehid:kiseonik oksidoreduktaza. Ovaj enzim katalizuje sledeću hemijsku reakciju:
aldehid + H2O + O2 {\displaystyle \rightleftharpoons } karboksilat +H2O2
Ovaj enzim sadrži molibden, [] centar i FAD. Enzim iz jetre ispoljava široku supstratnu specifičnost i učestvuje u metabolizmu ksenobiotika, uključujući oksidaciju N-heterocikličnih jedinjenja i aldehida i u redukciji N-oksida, nitrozamina, hidroksaminskih kiselina, azo boja, nitropolicikličnih aromatičnih ugljovodonika i sulfoksida. Ovaj enzim je takođe odgovoran za oksidaciju retinala, aktivnist koja je inicijalno bila pripisivana enzimu EC 1.2.3.11, retinalnoj oksidazi.

## Literatura
- Nicholas C. Price; Lewis Stevens (1999). Fundamentals of Enzymology: The Cell and Molecular Biology of Catalytic Proteins (Third изд.). USA: Oxford University Press. ISBN 019850229X.
- Eric J. Toone (2006). Advances in Enzymology and Related Areas of Molecular Biology, Protein Evolution (Volume 75 изд.). Wiley-Interscience. ISBN 0471205036.
- Branden C; Tooze J. Introduction to Protein Structure. New York, NY: Garland Publishing. ISBN 0-8153-2305-0.
- Irwin H. Segel. Enzyme Kinetics: Behavior and Analysis of Rapid Equilibrium and Steady-State Enzyme Systems (Book 44 изд.). Wiley Classics Library. ISBN 0471303097.

## Spoljašnje veze
- Aldehyde+oxidase на 